# Charidiplosis graminicola
Charidiplosis graminicola är en tvåvingeart som beskrevs av Rao och Adwant 1971. Charidiplosis graminicola ingår i släktet Charidiplosis och familjen gallmyggor. Inga underarter finns listade i Catalogue of Life.